# 18 Paradosiaka Kai Ena (Foni Voontos)
18 Paradosiaka Kai Ena (Foni Voontos) är ett av den grekiska artisten Christos Dantis musikalbum. Albumet släpptes år 1996.

## Låtlista
1. Prologos
2. Magia
3. Malamo
4. Itia Itia
5. Karagkouna
6. Tha Spaso Koupes
7. Kanarini Mou Gliko
8. Gianni Mou To Maltili Sou
9. Filentem
10. Amartola Ta Matia Sou
11. Den Xanaperno
12. M'ekapses Pou Na Kais
13. Doktor
14. Mou Pariggille T'aidoni
15. Stin Kentimeni Sou Podia
16. Enas Aetos Kathotane
17. Sto Pano Mana To Xorio
18. Vasilikos
19. Vavo
20. Giati Ellinas Eimai